# Pjotr Borissowitsch Inochodzew

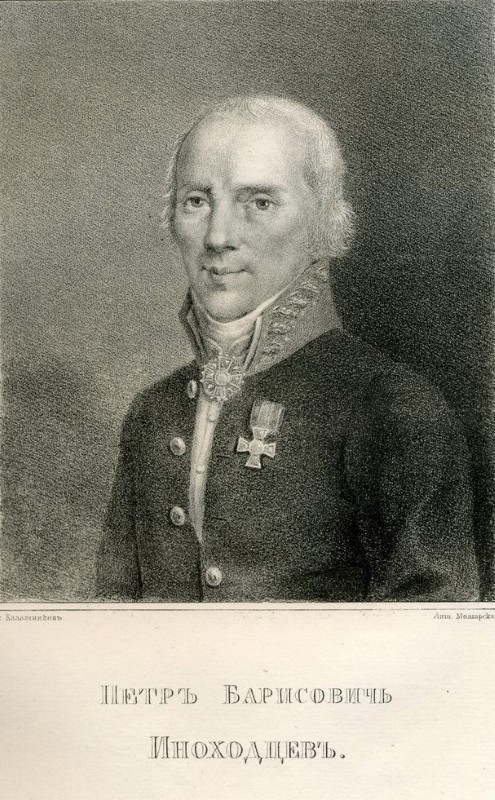
Pjotr Inochodzew (Lithographie von Alexei Kalaschnikow)

Pjotr Borissowitsch Inochodzew (russisch Пётр Борисович Иноходцев; * 21. Novemberjul. / 2. Dezember 1742greg. in Moskau; † 27. Oktoberjul. / 8. November 1806greg. in Sankt Petersburg) war ein russischer Astronom und Astronomiehistoriker.

## Leben
Inochodzew wurde als Sohn eines Soldaten des Preobraschenski Leib-Garderegiments geboren. Nach Absolvierung des Gymnasiums begann er 1760 ein Studium an der Akademischen Universität der Sankt Petersburger Akademie der Wissenschaften. Während seines fünfjährigen Studiums besuchte er unter anderem Vorlesungen von Stepan Rumowski und Semjon Kotelnikow. Als einer der besten Studenten der Universität wurde er zum Lehrer für Mathematik am Akademischen Gymnasium ernannt. 1765 wurde er aufgrund seiner ausgezeichneten Leistungen auf Initiative von Michail Lomonossow für weitere Studien ins Ausland geschickt. Zwei Jahre lang studierte er an der Universität Göttingen neben Astronomie auch Hydrodynamik, Physik der Gase, Optik und Mechanik.
Nach seiner Rückkehr nach Russland arbeitete er bei Leonhard Euler und beteiligte sich an der Übersetzung der Werke Eulers und des Werkes Histoire naturelle, générale et particulière von Buffon ins Russische. Im Oktober 1768 wurde er Adjunkt der Petersburger Akademie. Von 1769 bis 1774 war er Teilnehmer und Assistent von Georg Moritz Lowitz bei einer astronomischen und geographischen Expedition in die südöstlichen Regionen des europäischen Teils Russlands. Aufgabe der Expedition war es unter anderem, den Venusdurchgang vor der Sonne zu beobachten, was im Mai 1769 auch gelang. Lowitz und Inochodzew führten auch magnetische Beobachtungen durch und 1773 wurde von Inochodzew erstmals die Kursker Magnetanomalie beschrieben. 1781 bis 1785 leitete er eine Expedition zur Bestimmung der Längen- und Breitengrade zahlreicher russischer Städte. 1785 wurde er zum Mitglied der Russischen Akademie der Wissenschaften gewählt. 1779 wurde er in Sankt Petersburg außerordentlicher und 1799 ordentlicher Professor. 1797 wurde er im staatlichen Auftrag nach Riga geschickt, wo er unter anderem Marineoffiziere in Astronomie unterrichtete. Ab 1799 wirkte er ausschließlich an der Akademie in Sankt Petersburg, hielt Vorlesungen und veröffentlichte als erster Russe Werke zur Geschichte der Astronomie, speziell über Astronomen der Antike, so über Hipparchos und dessen Vorläufer. Außerdem publizierte er Arbeiten zur Klimatologie und Meteorologie.
Inochodzew hatte den Rang eines Staatsrats im Russischen Kaiserreich und erhielt den Orden des Heiligen Wladimir und den Orden der Heiligen Anna. Er starb 1806 im Alter von 63 Jahren und wurde auf dem Smolensker Friedhof in Sankt Petersburg beigesetzt.